# Tejupilco (region)
Tejupilco (spanska: Región XI Tejupilco) är en region i Mexiko och den sydligaste i delstaten Mexiko. Den bildades 1986 eller tidigare och var en av delstatens 8 ursprungliga regioner.
Den gränsar till regionerna Valle de Bravo, Toluca och Tenancingo i norr samt delstaterna Morelos i ost, Guerrero syd och Michoacán sydväst.
Regionens omfång har varierat genom åren. Vid bildandet fanns även regionen Coatepec Harinas som upptog hela östra delen av dagens Tejupilco. 2006 togs denna yta över av regionen Ixtapan, som dock också upplöstes 2015 varpå dess yta och kommuner tilldelades Tejupilcoregionen. 

## Kommuner i regionen
Regionen består av elva kommuner (2020).
- Almoloya de Alquisiras
- Amatepec
- Coatepec Harinas
- Ixtapan
- Luvianos
- Sultepec
- Tejupilco
- Tlatlaya
- Tonatico
- Villa Guerrero
- Zacualpan